# Campeonato Mundial de Trial
El Campeonato del Mundo de Trial es una competición de trial que se celebra desde 1964, primero con el nombre de «Challenge Henry Groutards» hasta 1967, después de 1968 a 1974, fue llamado «Campeonato de Europa de Trial» y desde 1975 «Campeonato Mundial de Trial».
Desde el año 1993 se disputa también un campeonato del mundo en modalidad indoor, actualmente denominado X-Trial.

## Campeonato Mundial de Trial Outdoor

### Challenge Henry Groutards
| Edición | Año  | Campeón       | País                    | Motocicleta |
| ------- | ---- | ------------- | ----------------------- | ----------- |
| I       | 1964 | Don Smith     | Bandera del Reino Unido | Greeves     |
| II      | 1965 | Gustav Franke | Bandera de Alemania     | Zündapp     |
| III     | 1966 | Gustav Franke | Bandera de Alemania     | Zündapp     |
| IV      | 1967 | Don Smith     | Bandera del Reino Unido | Greeves     |

### Campeonato de Europa de Trial
| Edición | Año    | Campeón          | País                         | Motocicleta |
| ------- | ------ | ---------------- | ---------------------------- | ----------- |
| I       | 1968   | Sammy Miller     | Bandera de Irlanda del Norte | Bultaco     |
| II      | 1969   | Don Smith        | Bandera del Reino Unido      | Montesa     |
| III     | 1970   | Sammy Miller     | Bandera de Irlanda del Norte | Bultaco     |
| IV      | 1971   | Mick Andrews     | Bandera del Reino Unido      | OSSA        |
| V       | 1972   | Mick Andrews     | Bandera del Reino Unido      | OSSA        |
| VI      | 1973   | Martin Lampkin   | Bandera del Reino Unido      | Bultaco     |
| VII     | 1974 * | Malcolm Rathmell | Bandera del Reino Unido      | Bultaco     |

(*) En 1974 fue nombrado también Campeonato Euro-Americano de Trial.

### Campeonato del Mundo de Trial
| Edición | Año  | Campeón           | País                      | Motocicleta |
| ------- | ---- | ----------------- | ------------------------- | ----------- |
| I       | 1975 | Martin Lampkin    | Bandera del Reino Unido   | Bultaco     |
| II      | 1976 | Yrjo Vesterinen   | Bandera de Finlandia      | Bultaco     |
| III     | 1977 | Yrjo Vesterinen   | Bandera de Finlandia      | Bultaco     |
| IV      | 1978 | Yrjo Vesterinen   | Bandera de Finlandia      | Bultaco     |
| V       | 1979 | Bernie Schreiber  | Bandera de Estados Unidos | Bultaco     |
| VI      | 1980 | Ulf Karlson       | Bandera de Suecia         | Montesa     |
| VII     | 1981 | Gilles Burgat     | Bandera de Francia        | SWM         |
| VIII    | 1982 | Eddy Lejeune      | Bandera de Bélgica        | Honda       |
| IX      | 1983 | Eddy Lejeune      | Bandera de Bélgica        | Honda       |
| X       | 1984 | Eddy Lejeune      | Bandera de Bélgica        | Honda       |
| XI      | 1985 | Thierry Michaud   | Bandera de Francia        | Fantic      |
| XII     | 1986 | Thierry Michaud   | Bandera de Francia        | Fantic      |
| XIII    | 1987 | Jordi Tarrés      | Bandera de España         | Beta        |
| XIV     | 1988 | Thierry Michaud   | Bandera de Francia        | Fantic      |
| XV      | 1989 | Jordi Tarrés      | Bandera de España         | Beta        |
| XVI     | 1990 | Jordi Tarrés      | Bandera de España         | Beta        |
| XVII    | 1991 | Jordi Tarrés      | Bandera de España         | Beta        |
| XVIII   | 1992 | Tommi Ahvala      | Bandera de Finlandia      | Aprilia     |
| XIX     | 1993 | Jordi Tarrés      | Bandera de España         | Gas Gas     |
| XX      | 1994 | Jordi Tarrés      | Bandera de España         | Gas Gas     |
| XXI     | 1995 | Jordi Tarrés      | Bandera de España         | Gas Gas     |
| XXII    | 1996 | Marc Colomer      | Bandera de España         | Montesa     |
| XXIII   | 1997 | Dougie Lampkin    | Bandera del Reino Unido   | Beta        |
| XXIV    | 1998 | Dougie Lampkin    | Bandera del Reino Unido   | Beta        |
| XXV     | 1999 | Dougie Lampkin    | Bandera del Reino Unido   | Beta        |
| XXVI    | 2000 | Dougie Lampkin    | Bandera del Reino Unido   | Montesa-HRC |
| XXVII   | 2001 | Dougie Lampkin    | Bandera del Reino Unido   | Montesa-HRC |
| XXVIII  | 2002 | Dougie Lampkin    | Bandera del Reino Unido   | Montesa-HRC |
| XXIX    | 2003 | Dougie Lampkin    | Bandera del Reino Unido   | Montesa-HRC |
| XXX     | 2004 | Takahisa Fujinami | Bandera de Japón          | Honda       |
| XXXI    | 2005 | Adam Raga         | Bandera de España         | Gas Gas     |
| XXXII   | 2006 | Adam Raga         | Bandera de España         | Gas Gas     |
| XXXIII  | 2007 | Toni Bou          | Bandera de España         | Montesa-HRC |
| XXXIV   | 2008 | Toni Bou          | Bandera de España         | Montesa-HRC |
| XXXV    | 2009 | Toni Bou          | Bandera de España         | Montesa-HRC |
| XXXVI   | 2010 | Toni Bou          | Bandera de España         | Montesa-HRC |
| XXXVII  | 2011 | Toni Bou          | Bandera de España         | Montesa-HRC |
| XXXVIII | 2012 | Toni Bou          | Bandera de España         | Montesa-HRC |
| XXXIX   | 2013 | Toni Bou          | Bandera de España         | Montesa-HRC |
| XL      | 2014 | Toni Bou          | Bandera de España         | Montesa-HRC |
| XLI     | 2015 | Toni Bou          | Bandera de España         | Montesa-HRC |
| XLII    | 2016 | Toni Bou          | Bandera de España         | Montesa-HRC |
| XLIII   | 2017 | Toni Bou          | Bandera de España         | Montesa-HRC |
| XLIV    | 2018 | Toni Bou          | Bandera de España         | Montesa-HRC |
| XLV     | 2019 | Toni Bou          | Bandera de España         | Montesa-HRC |
| XLVI    | 2020 | Toni Bou          | Bandera de España         | Montesa-HRC |
| XLVII   | 2021 | Toni Bou          | Bandera de España         | Montesa-HRC |
| XLVIII  | 2022 | Toni Bou          | Bandera de España         | Montesa-HRC |
| XLIX    | 2023 | Toni Bou          | Bandera de España         | Montesa-HRC |
| L       | 2024 | Toni Bou          | Bandera de España         | Montesa-HRC |

## Campeonato Mundial de X-Trial (Indoor)
| Edición | Año  | Campeón          | País                    | Motocicleta  |
| ------- | ---- | ---------------- | ----------------------- | ------------ |
| I       | 1993 | Tommi Ahvala     | Bandera de Finlandia    | Aprilia      |
| II      | 1994 | Marc Colomer     | Bandera de España       | Beta         |
| III     | 1995 | Marc Colomer     | Bandera de España       | Beta/Montesa |
| IV      | 1996 | Marc Colomer     | Bandera de España       | Montesa      |
| V       | 1997 | Dougie Lampkin   | Bandera del Reino Unido | Beta         |
| VI      | 1998 | Dougie Lampkin   | Bandera del Reino Unido | Beta         |
| VII     | 1999 | Dougie Lampkin   | Bandera del Reino Unido | Beta         |
| VIII    | 2000 | Dougie Lampkin   | Bandera del Reino Unido | Montesa      |
| IX      | 2001 | Dougie Lampkin   | Bandera del Reino Unido | Montesa      |
| X       | 2002 | Albert Cabestany | Bandera de España       | Beta         |
| XI      | 2003 | Adam Raga        | Bandera de España       | Gas Gas      |
| XII     | 2004 | Adam Raga        | Bandera de España       | Gas Gas      |
| XIII    | 2005 | Adam Raga        | Bandera de España       | Gas Gas      |
| XIV     | 2006 | Adam Raga        | Bandera de España       | Gas Gas      |
| XV      | 2007 | Toni Bou         | Bandera de España       | Montesa      |
| XVI     | 2008 | Toni Bou         | Bandera de España       | Montesa      |
| XVII    | 2009 | Toni Bou         | Bandera de España       | Montesa      |
| XVIII   | 2010 | Toni Bou         | Bandera de España       | Montesa      |
| XIX     | 2011 | Toni Bou         | Bandera de España       | Montesa      |
| XX      | 2012 | Toni Bou         | Bandera de España       | Montesa      |
| XXI     | 2013 | Toni Bou         | Bandera de España       | Montesa      |
| XXII    | 2014 | Toni Bou         | Bandera de España       | Montesa      |
| XXIII   | 2015 | Toni Bou         | Bandera de España       | Montesa      |
| XXIV    | 2016 | Toni Bou         | Bandera de España       | Montesa      |
| XXV     | 2017 | Toni Bou         | Bandera de España       | Montesa      |
| XXVI    | 2018 | Toni Bou         | Bandera de España       | Montesa      |
| XXVII   | 2019 | Toni Bou         | Bandera de España       | Montesa      |
| XXVIII  | 2020 | Toni Bou         | Bandera de España       | Montesa      |
| XXIX    | 2021 | Toni Bou         | Bandera de España       | Montesa      |
| XXX     | 2022 | Toni Bou         | Bandera de España       | Montesa      |
| XXXI    | 2023 | Toni Bou         | Bandera de España       | Montesa      |
| XXXII   | 2024 | Toni Bou         | Bandera de España       | Montesa      |
| XXXIII  | 2025 | Toni Bou         | Bandera de España       | Montesa      |

## Títulos por piloto
| Posición | Piloto            | País              | Títulos outdoor | Títulos indoor | Total títulos |
| -------- | ----------------- | ----------------- | --------------- | -------------- | ------------- |
| 1        | Toni Bou          | España            | 18              | 19             | 37            |
| 2        | Dougie Lampkin    | Reino Unido       | 7               | 5              | 12            |
| 3        | Jordi Tarrés      | España            | 7               | 0              | 7             |
| 4        | Don Smith         | Reino Unido       | 3               | 0              | 3             |
| 4        | Yrjö Vesterinen   | Finlandia         | 3               | 0              | 3             |
| 4        | Eddy Lejeune      | Bélgica           | 3               | 0              | 3             |
| 4        | Thierry Michaud   | Francia           | 3               | 0              | 3             |
| 8        | Adam Raga         | España            | 2               | 4              | 6             |
| 9        | Gustav Franke     | Alemania          | 2               | 0              | 2             |
| 9        | Sammy Miller      | Irlanda del Norte | 2               | 0              | 2             |
| 9        | Mick Andrews      | Reino Unido       | 2               | 0              | 2             |
| 9        | Martin Lampkin    | Reino Unido       | 2               | 0              | 2             |
| 13       | Marc Colomer      | España            | 1               | 3              | 4             |
| 14       | Tommi Ahvala      | Finlandia         | 1               | 1              | 2             |
| 15       | Malcolm Rathmell  | Reino Unido       | 1               | 0              | 1             |
| 15       | Bernie Schreiber  | Estados Unidos    | 1               | 0              | 1             |
| 15       | Ulf Karlson       | Suecia            | 1               | 0              | 1             |
| 15       | Gilles Burgat     | Francia           | 1               | 0              | 1             |
| 15       | Takahisa Fujinami | Japón             | 1               | 0              | 1             |
| 20       | Albert Cabestany  | España            | 0               | 1              | 1             |

## Títulos por país
| Posición | País           | Títulos outdoor | Títulos indoor | Total títulos |
| -------- | -------------- | --------------- | -------------- | ------------- |
| 1        | España         | 28              | 26             | 54            |
| 2        | Reino Unido*   | 17              | 5              | 22            |
| 3        | Finlandia      | 4               | 1              | 5             |
| 4        | Francia        | 4               | 0              | 4             |
| 5        | Bélgica        | 3               | 0              | 3             |
| 6        | Alemania       | 2               | 0              | 2             |
| 7        | Estados Unidos | 1               | 0              | 1             |
| 7        | Suecia         | 1               | 0              | 1             |
| 7        | Japón          | 1               | 0              | 1             |

(*) Reino Unido incluye Irlanda del Norte

## Campeonato del Mundo de Trial Femenino
| Año  | Campeona     | País        | Motocicleta |
| ---- | ------------ | ----------- | ----------- |
| 2000 | Laia Sanz    | España      | Beta        |
| 2001 | Laia Sanz    | España      | Beta        |
| 2002 | Laia Sanz    | España      | Beta        |
| 2003 | Laia Sanz    | España      | Beta        |
| 2004 | Laia Sanz    | España      | Montesa     |
| 2005 | Laia Sanz    | España      | Montesa     |
| 2006 | Laia Sanz    | España      | Montesa     |
| 2007 | Iris Kramer  | Alemania    | Scorpa      |
| 2008 | Laia Sanz    | España      | Montesa     |
| 2009 | Laia Sanz    | España      | Montesa     |
| 2010 | Laia Sanz    | España      | Montesa     |
| 2011 | Laia Sanz    | España      | Montesa     |
| 2012 | Laia Sanz    | España      | Gas Gas     |
| 2013 | Laia Sanz    | España      | Gas Gas     |
| 2014 | Emma Bristow | Reino Unido | Sherco      |
| 2015 | Emma Bristow | Reino Unido | Sherco      |
| 2016 | Emma Bristow | Reino Unido | Sherco      |
| 2017 | Emma Bristow | Reino Unido | Sherco      |
| 2018 | Emma Bristow | Reino Unido | Sherco      |
| 2019 | Emma Bristow | Reino Unido | Sherco      |
| 2020 | Emma Bristow | Reino Unido | Sherco      |
| 2021 | Laia Sanz    | España      | Gas Gas     |
| 2022 | Emma Bristow | Reino Unido | Sherco      |
| 2023 | Emma Bristow | Reino Unido | Sherco      |
| 2024 | Emma Bristow | Reino Unido | Sherco      |